# Ангеларий (село)
Вижте пояснителната страница за други значения на Ангеларий.
Ангела̀рий е село в Североизточна България, община Тервел, област Добрич.

## География
Село Ангеларий се намира в Южна Добруджа, на около 38 km северозападно от областния център град Добрич, около 13 km североизточно от общинския център град Тервел и около 38 km югоизточно от град Силистра. Разположено е върху терен със слаб наклон на юг; надморската височина в центъра на селото при сградата на кметството е около 211 m. Климатът е преходно-континентален
Край селото има гори, ливади, обработваеми земи, наблизо има пещери, езеро (пресъхващо). Почвите са черноземни. Има подземни води, които са каптирани и използвани за изграждането на две големи чешми край селото.
През село Ангеларий минава третокласният републикански път III-7102, който на югозапад води през селата Сърнец, Мали извор и Божан до град Тервел, а на североизток – до връзка с второкласния републикански път II-71 (град Силистра – село Оброчище).
Населението на селото според данните в Националния регистър на населените места е показано в таблицата „Население по години“.
Етническите групи по численост и дял в селото според преброяването на населението през 2011 г. са показани в таблицата „Етнически групи“.
| Население по години | Население по години |
| ------------------- | ------------------- |
| 1934 г.             | 574 души            |
| 1946 г.             | 619 души            |
| 1956 г.             | 493 души            |
| 1975 г.             | 364 души            |
| 1985 г.             | 292 души            |
| 1994 г.             | 205 души            |
| 2003 г.             | 154 души            |
| 2014 г.             | 120 души            |
| 2023 г.             | 90 души             |

| Етнически групи     | Етнически групи | Етнически групи |
| ------------------- | --------------- | --------------- |
|                     | Численост       | Дял (в %)       |
| Общо                | 134             | 100,00          |
| Българи             | ...             | 95,70           |
| Турци               | 132             | 98,50           |
| Цигани              | 0               | 0,00            |
| Други               | 0               | 0,00            |
| Не се самоопределят | ...             | 0,00            |
| Неотговорили        | 0               | 0,00            |

## История
Селото с име Сояклии е в България от 1878 г. до 1913 г. и от 1940 г. Преименувано е на Ангеларий през юни 1942 г. През периода от 1913 г. до 1940 г. село Ангеларий е в Кралство Румъния.
Върху историята на село Ангеларий през последните десетилетия на 20 век оказва влияние – макар и оспорвано, така нареченият „възродителен процес“.

## Религия
В селото преобладават жителите, които изповядват ислям. Молитвеният дом е джамия.

## Обществени институции
Село Ангеларий към 2024 г. е център на кметство Ангеларий.